# Ilyarachna crozetensis
Ilyarachna crozetensis là một loài chân đều trong họ Munnopsidae. Loài này được Kensley miêu tả khoa học năm 1980.